# Marcel Ciolacu
Ion-Marcel Ciolacu (født 28. november 1967) er en rumænsk politiker, der siden juni 2023 har været Rumæniens premierminister. Han er leder af det Socialdemokratiske Parti (PSD).
Ciolacu som tidligere var ikke særlig kendt uden for distriktet Buzău, blev landskendt i Rumænien, da han i 2018 blev vicepremierminister i premierminister Mihai Tudoses regering. Angiveligt fik han embedet for at rapportere Tudoses aktiviteter til partiformanden, Liviu Dragnea, som ikke selv havde været i stand til at blive premierminister og var på vagt over for, at Tudose skulle blive en magtfaktor i partiet. Ciolacu brød med Dragnea og blev allieret med Tudose mod Dragneas ledelse. Efter Tudoses tilbagetræden blev Ciolacu marginaliseret i PSD, men forblev leder af partiafdelingen i Buzău. Ciolacu vendte tilbage til rampelyset i 2019, efter at Liviu Dragnea var blevet dømt for embedsmisbrug og skulle afsone en dom på 3 år og 6 måneder. Da socialdemokraterne stadig havde flertal i begge kamre i det rumænske parlament, vandt Ciolacu med 172 stemmer for og 120 imod posten som formand for deputeretkammeret, som Dragnea tidligere havde haft.
Efter den nye PSD-leder Viorica Dăncilăs nederlag ved det rumænske præsidentvalg i 2019, blev Ciolacu den 26. november 2019 udnævnt til leder af partiet, først midlertidigt, indtil valget blev bekræftet af partikongressen året efter den 22. august 2020 med en overvældende margin på 1310 mod 91 stemmer. Ciolacu førte partiet til sejr ved det rumænske parlamentsvalg i 2020, men var ikke i stand til at danne en flertalskoalition i den nye parlament og måtte gå i opposition. Men i 2021, efter en politiske krise, der førte til kollaos af Florin Cîțus regering, lykkedes det ham at bringe PSD tilbage i regeringen og danne regering i koalition med dets tidligere rival, Det Nationalliberale Parti.